# Mithraeum II d'Aquincum
Le mithraeum II d'Aquincum se trouve sur le site de la cité antique d'Aquincum sur le territoire d'Óbuda en Hongrie,.
Faisant partie des six mithræa retrouvés du site archéologique, il avait été construit dans la villa romaine du curiales Marcus Antonius Victorinus.

## Historique
Aquincum était un castrum du limes, un élément du système de défense des frontières de l'Empire romain. Les ruines de cette colonie romaine sont aujourd'hui visibles dans la ville de Budapest, et notamment dans le quartier d'Óbuda.
Il y avait deux amphithéâtres, l'amphithéâtre civil d'Aquincum et l'amphithéâtre militaire d'Aquincum construits au Ier siècle apr. J.-C., des thermes romains, les Thermae Maiores d'Aquincum transformés en musée des bains, des palais et des mithraea.

## Description

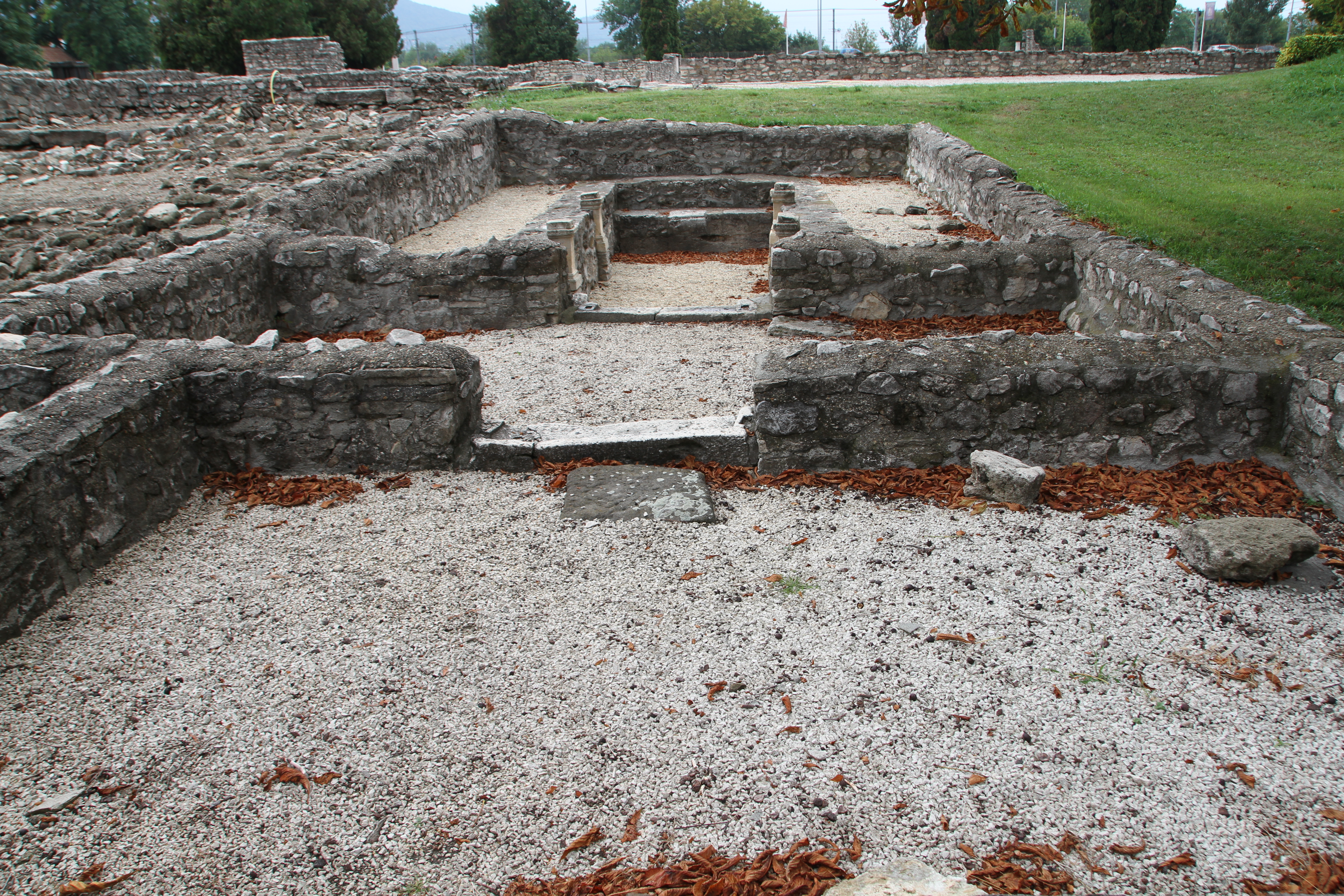
Mithraeum II.

Le mithraeum II est entièrement accessible dans le parc archéologique d'Aquincum, juste au sud du bâtiment du musée d'Aquincum. Les vestiges ont été largement restaurés et consolidés pour être exposés. Le fragment de tauroctonie et l'autel se trouvent dans l'aile est du lapidarium situé à l'extrémité nord du parc archéologique. Les autels Victorinus sont les originaux in situ.
Le sanctuaire au culte de Mithra est orienté N/S et mesure 7 m de large sur 15 m de long. Il se trouvait à deux mètres au-dessous du niveau du sol et on y accédait par plusieurs marches. L'intérieur comporte trois parties : deux antichambres et le sanctuaire proprement dit. La salle d'entrée (salle A : 4,75 × 2,90 m) est décrite par les fouilleurs comme étant un sanctuaire de Mercure. Une petite salle (salle B : 0,85 × 2,90 m) était située sur le côté ouest et son usage est incertain. La salle du milieu (salle C : 5,90 × 3 m) servait probablement de narthex. La partie principale du sanctuaire était divisée en trois parties latérales, typiques de tous les Mithraea : la cella (nef centrale) d'environ 2,18 m de large et à 1 m sous le niveau du sol était flanquée de chaque côté de banquettes sur lesquelles les initiés pouvaient s'allonger pendant les cérémonies. Des marches descendaient au niveau inférieur de la nef directement depuis l'entrée et les banquettes les plus hautes étaient accessibles par des marches simples de chaque côté de la marche inférieure de la nef. 
Un fragment de la tauroctonie a été trouvé dans les fouilles et aurait été posé sur la grande base en pierre du mur sud de la cella. À l'intérieur de la cella, deux statues de Mithra pétrogène et une paire de petits autels se trouvaient à l'avant de chaque banquette, tous dédiés par Marcus Antoninus Victorinus.

## Témoignages sculpturaux et épigraphiques

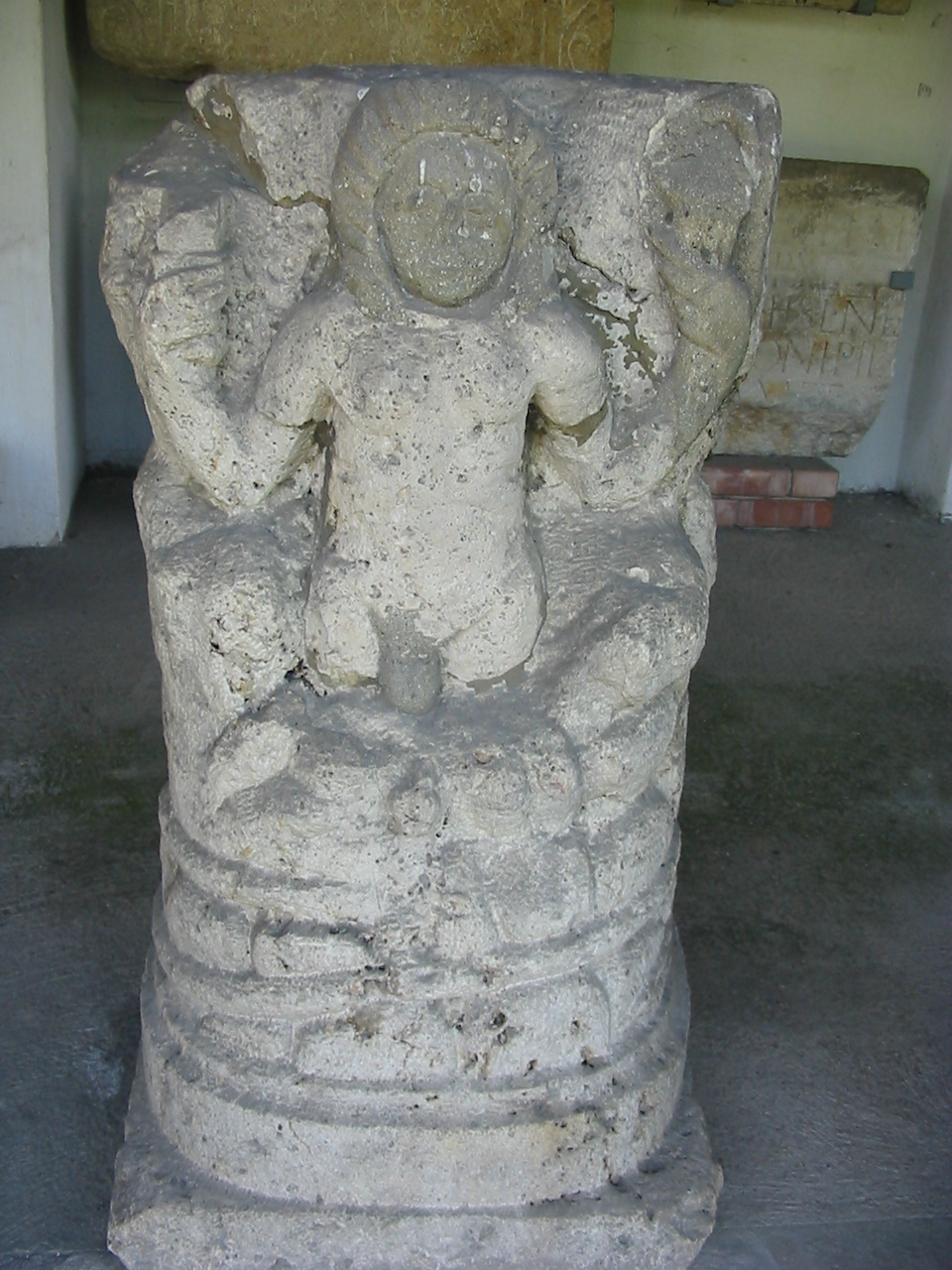
Mithra pétrogène.

- Mithra pétrogène I[6] : Le bas-relief en calcaire (0,98 × 0,55 m) représente la naissance de Mithra dans le rocher. Nu et sortant du rocher jusqu'à mi-cuisse, il tient une torche allumée dans sa main gauche levée et un poignard dans sa main droite. Le rocher est entouré par un serpent qui lève la tête vers le dieu.
- Mithra pétrogène II[7],[8] : Le bas-relief en calcaire (0,98 × 0,55 m) représente la naissance de Mithra sur le rocher. Le rocher est entouré d'un serpent qui lève la tête vers le dieu. Dans ses mains levées, il tient une torche allumée et un poignard. Mithra est complètement nu et émerge presque jusqu'aux genoux.
- Autels de Cautès et Cautopatès[9] : Les autels dédiés à Cautès et Cautopatès portent les inscriptions suivantes sur leur base :

« Deo Cauti / M. Ant(onius) Vic/torinus / dec(urio)
col(oniae) / Aq(uinci) aedilis. »
« À Cautès, Marcus Antonius Victorinus, décurion de la colonie d'Aquincum, édile. »
« Deo Cau/topati / M. Ant(onius) / Victori/nus dec(urio) / col(oniae) Aq(uinci) /aedilis. »
« À Cautopates, Marcus Antonius Victorinus, décurion de la colonie d'Aquincum, édile. »
- Autres épigraphes:

« Fonti / perenni / M. Ant(onius) / Victori/nus dec(urio) / col(oniae) Aq(uinci) / aed(ilis). »

« ..... [de]c(urio) / col(oniae) Aq(uinci) aed(ilis). »